# Qianlabeo
Genre
Qianlabeo est un genre de poissons téléostéens de la famille des Cyprinidae et de l'ordre des Cypriniformes. Le genre Qianlabeo est mono-typique, c'est-à-dire qu'il n'est composé que d'une seule espèce, Qianlabeo striatus. Cette espèce est endémique au drainage Pearl River, du Guizhou, en Chine.

## Liste des espèces
Selon FishBase (21 septembre 2015):
- Qianlabeo striatus Zhang & Chen, 2004